# دودو (لاعب كرة قدم مواليد 1999)
دودو هو لاعب كرة قدم برازيلي في مركز الوسط، ولد في 10 أغسطس 1999 في كامبيناس في البرازيل. لعب مع نادي فلومينينسي.